# العلاقات النمساوية اللبنانية
العلاقات النمساوية اللبنانية هي العلاقات الثنائية التي تجمع بين النمسا ولبنان.

## مقارنة بين البلدين
هذه مقارنة عامة ومرجعية للدولتين:
| وجه المقارنة                                              | النمسا                                                    | لبنان                                                                |
| --------------------------------------------------------- | --------------------------------------------------------- | -------------------------------------------------------------------- |
| المساحة (كم2)                                             | 83.86 ألف                                                 | 10.45 ألف                                                            |
| عدد السكان (نسمة)                                         | 8.81 مليون                                                | 6.10 مليون                                                           |
| الكثافة السكانية (ن./كم²)                                 | 105.06                                                    | 583.73                                                               |
| العاصمة                                                   | فيينا                                                     | بيروت                                                                |
| اللغة الرسمية                                             | اللغة الألمانية، لغة الإشارة النمساوية ‏                   | اللغة العربية، لغة فرنسية                                            |
| العملة                                                    | يورو، شلن نمساوي، رايخ مارك، شلن نمساوي                   | ليرة لبنانية                                                         |
| الناتج المحلي الإجمالي (بليون دولار)                      | 416.60 مليار                                              | 51.84 مليار                                                          |
| الناتج المحلي الإجمالي (تعادل القوة الشرائية) بليون دولار | 426.99 مليار                                              | 81.54 مليار                                                          |
| الناتج المحلي الإجمالي الاسمي للفرد دولار أمريكي          | 43.77 ألف                                                 | 8.05 ألف                                                             |
| الناتج المحلي الإجمالي للفرد دولار أمريكي                 | 47.68 ألف                                                 | 17.46 ألف                                                            |
| مؤشر التنمية البشرية                                      | 0.885                                                     | 0.769                                                                |
| رمز المكالمات الدولي                                      | +43                                                       | +961                                                                 |
| رمز الإنترنت                                              | .at                                                       | .lb                                                                  |
| المنطقة الزمنية                                           | توقيت وسط أوروبا، ت ع م+01:00، ت ع م+02:00، أوروبا/فيينا ‏ | ت ع م+02:00، ت ع م+03:00، توقيت شرق أوروبا، توقيت شرق أوروبا الصيفي ‏ |

## منظمات دولية مشتركة
يشترك البلدان في عضوية مجموعة من المنظمات الدولية، منها:
| علم المنظمة | اسم المنظمة                               | تاريخ انضمام النمسا | تاريخ انضمام لبنان |
| ----------- | ----------------------------------------- | ------------------- | ------------------ |
|             | مؤسسة التنمية الدولية                     | 28 يونيو 1961       | 10 أبريل 1962      |
|             | يونسكو                                    | 13 أغسطس 1948       | 4 نوفمبر 1946      |
|             | وكالة ضمان الاستثمار متعدد الأطراف        | 16 ديسمبر 1997      | 19 أكتوبر 1994     |
|             | الأمم المتحدة                             | 14 ديسمبر 1955      | 24 أكتوبر 1945     |
|             | الاتحاد البريدي العالمي                   | ?                   | ?                  |
|             | البنك الدولي للإنشاء والتعمير             | 27 أغسطس 1948       | 14 أبريل 1947      |
|             | الاتحاد الدولي للاتصالات                  | 1866                | 12 يناير 1924      |
|             | منظمة حظر الأسلحة الكيميائية              | ?                   | ?                  |
|             | مؤسسة التمويل الدولية                     | 28 سبتمبر 1956      | 28 ديسمبر 1956     |
|             | المركز الدولي لتسوية المنازعات الاستشارية | 24 يونيو 1971       | 25 أبريل 2003      |
|             | منظمة الشرطة الجنائية الدولية             | ?                   | ?                  |

## وصلات خارجية
- موقع وزارة الخارجية النمساوية